# Superpuchar Macedonii Północnej w piłce nożnej
Superpuchar Macedonii Północnej w piłce nożnej (mac. Суперкуп на Македонија, Superkup na Makedonija) – trofeum przyznawane zwycięskiej drużynie meczu rozgrywanego pomiędzy aktualnym Mistrzem Macedonii Północnej oraz zdobywcą Pucharu Macedonii Północnej w danym sezonie (jeżeli ta sama drużyna wywalczyła zarówno mistrzostwo, jak i Puchar kraju - to jej przeciwnikiem zostaje finalista Pucharu). Rozgrywki odbywały się w latach 2011–2015.

## Historia
W sezonie 2011 odbył się pierwszy oficjalny mecz o Superpuchar Macedonii. Pierwszy pojedynek rozegrano 24 lipca 2011 roku. W tym meczu Shkëndija Tetowo pokonała 2:1 Metalurg Skopje.
Superpuchar odbywał się w latach nieparzystych. W 2012 edycja nie odbyła się z powodu braku wolnego terminu, a w 2014 Rabotniczki Skopje zdobył mistrzostwo i Puchar kraju.

## Format
Mecz o Superpuchar Macedonii Północnej rozgrywany jest przed rozpoczęciem każdego sezonu. W przypadku remisu po upływie regulaminowego czasu gry przeprowadza się dogrywka. Jeżeli i ona nie wyłoni zwycięzcę, to od razu zarządzana jest seria rzutów karnych.

## Zwycięzcy i finaliści
| Sezon                                                         | K | K | T | Zwycięzca        | Wynik            | Finalista             | Data, miejsce                                                         | Uwagi                                                |
| Superpuchar Macedonii Północnej (mac. Суперкуп на Македонија) |   |   |   |                  |                  |                       |                                                                       |                                                      |
| 2011                                                          |   |   | 1 | Shkëndija Tetowo | 2:1              | Metalurg Skopje       | 24.07.2011, Arena Narodowa im. Filipa II Macedońskiego, Skopje, 2.000 |                                                      |
| 2012                                                          |   |   |   |                  |                  |                       | 29.07.2012                                                            | mecz Wardar Skopje-FK Renowa nie odbył się           |
| 2013                                                          |   |   | 1 | Wardar Skopje    | 1:0              | FK Teteks             | 28.07.2013, Arena Narodowa im. Filipa II Macedońskiego, Skopje, 100   |                                                      |
| 2014                                                          |   |   |   |                  |                  |                       |                                                                       | nie rozegrano, gdyż Rabotniczki Skopje zdobył dublet |
| 2015                                                          |   |   | 2 | Wardar Skopje    | 1:1 pd. (k. 4:3) | FK Rabotniczki Skopje | 23.09.2015, Arena Narodowa im. Filipa II Macedońskiego, Skopje, 1.500 |                                                      |

Uwagi:

- wytłuszczono i kursywą oznaczone zespoły, które w tym samym roku wywalczyły mistrzostwo i Puchar kraju (dublet),
- wytłuszczono zespoły, które zdobyły mistrzostwo kraju,
- kursywą oznaczone zespoły, które zdobyły Puchar kraju.

## Statystyka

### Klasyfikacja według klubów
W dotychczasowej historii finałów o Superpuchar Macedonii Północnej na podium oficjalnie stawało w sumie 5 drużyn. Liderem klasyfikacji jest Wardar Skopje, który zdobył trofeum 2 razy.
Stan na 31.05.2022. 
| Lp. | Klub                  | Zdobywca | Finalista     | Zwycięskie sezony | Przegrane finały |   |   |            |  |
| --- | --------------------- | -------- | ------------- | ----------------- | ---------------- | - | - | ---------- |  |
| Lp. | Klub                  | 1.       | Wardar Skopje | Zwycięskie sezony | Przegrane finały | 2 | 0 | 2013, 2015 |  |
| 2.  | Shkëndija Tetowo      | 1        | 0             | 2011              |                  |   |   |            |  |
| 3.  | Metalurg Skopje       | 0        | 1             |                   | 2011             |   |   |            |  |
| 3.  | FK Teteks             | 0        | 1             |                   | 2013             |   |   |            |  |
| 3.  | FK Rabotniczki Skopje | 0        | 1             |                   | 2015             |   |   |            |  |

### Klasyfikacja według miast
Stan na 31.05.2022.
| Miasto | Liczba tytułów | Kluby                |
| ------ | -------------- | -------------------- |
| Skopje | 2              | Wardar Skopje (2)    |
| Tetowo | 1              | Shkëndija Tetowo (1) |

### Klasyfikacja według kwalifikacji
| Tytuł                                | Zwycięstw | Finałów |
| ------------------------------------ | --------- | ------- |
| Mistrz Macedonii Północnej           | 3         | 0       |
| Zdobywca Pucharu Macedonii Północnej | 0         | 3       |